# 素敵なサムシング
『素敵なサムシング』(すてきなサムシング ) は森山直太朗5枚目のフルアルバム。
2012年4月11日発売。発売元はユニバーサルミュージック。

## 収録曲
全作詞・作曲: 森山直太朗/御徒町凧 編曲: 石川鷹彦
1. ヨーソロー
2. ヘポタイヤソング
3. フォークは僕に優しく語りかけてくる友達
4. 愛の比喩
5. ねぇ、マーシー
6. 初恋
7. 判決を待つ受刑者のような瞳で
8. そしてイニエスタ
9. 夜に明かりを灯しましょう
10. オラシオン
11. 悲しいほどピカソ
12. 放っておいてくれないか
13. 水芭蕉
14. 今ぼくにできること
15. 泣いてもいいよ
16. 青い朝
17. 名もなき花の向こうに (仮)
18. フラフラ